# Татаринов, Леонид Михайлович
Леони́д Миха́йлович Тата́ринов (15 августа 1923 — 23 июля 1943) — советский офицер, участник Великой Отечественной войны, Герой Советского Союза.

## Биография
Родился 15 августа 1923 года в посаде Клинцы (ныне — город в Брянской области) в семье рабочего. Русский. Образование среднее.
В РККА с июня 1941 года. В 1943 году окончил Орловское танковое училище, после окончания которого 7 июля направлен на Воронежский фронт. Член ВКП(б) с 1943 года.
13-23 июля 1943 года командир танка Т-34 2-го танкового батальона 24-й гвардейской танковой бригады 5-го гвардейского механизированного корпуса 5-й гвардейской танковой армии Степного фронта гвардии лейтенант Л. М. Татаринов отличился в ходе Курской битвы.
В бою 13 июля 1943 года за высоту 226,7 его экипаж уничтожил 4 танка противника, два орудия, две бронемашины и десятки солдат и офицеров противника. После того как закончились все боеприпасы, Л. М. Татаринов поставил танк в укрытие, и воспользовавшись оставленным противником артиллерийским орудием, открыл огонь, прикрывая товарищей, ремонтировавших машину.
21 июля 1943 года, восточнее села Яковлево Яковлевского района (ныне Белгородской области), атакуя противника, занимавшего высоту 243,2, гвардии лейтенант Татаринов уничтожил 2 танка, 2 броневика и одно орудие противника, вывел с поля боя повреждённую машину лейтенанта В. Ф. Черных. В третьем бою 22-23 июля в бою за село Быковка сжёг ещё 3 танка, уничтожил два орудия и более 100 солдат и офицеров противника, таким образом, доведя боевой счёт своего экипажа до 9-ти подбитых и уничтоженных танков противника.
В этом бою гвардии лейтенант Татаринов был тяжело ранен и 23 июля 1943 года умер от ран.
Указом Президиума Верховного Совета СССР от 22 февраля 1944 года «за образцовое выполнение заданий командования и проявленные мужество и героизм в боях с немецко-фашистскими захватчиками» гвардии лейтенанту Татаринову Леониду Михайловичу посмертно присвоено звание Героя Советского Союза.

## Награды
- Медаль «Золотая Звезда» Героя Советского Союза (посмертно, 22 февраля 1944);
- орден Ленина (посмертно, 22 февраля 1944);
- орден Красного Знамени.

## Память
Похоронен в братской могиле в селе Беленихино Прохоровского района Белгородской области.
- В Клинцах именем Л. М. Татаринова названа улица.
- На зданиях школ № 1 и № 2 города Клинцы в память о нём установлены мемориальные доски[3].
- Навечно зачислен в списки 24-го гвардейского танкового полка[4].